# دليجة (غرغان بوي)
دلیجة (بالفارسية: دلیجه) هي قرية تقع في إيران في قسم غرغان بوي الريفي. يقدر عدد سكانها بـ 919 نسمة .